# Giải vô địch bóng đá U-19 Đông Nam Á 2011
Giải vô địch bóng đá U-19 Đông Nam Á 2011 được tổ chức từ ngày 8 tháng 9 đến ngày 20 tháng 9 năm 2011 tại Myanmar. Tất cả các trận đấu dự kiến được diễn ra tại sân vận động Thuwunna, nhưng do dự báo thời tiết bất lợi có thể làm ảnh hưởng tới tình trạng của sân nên sân vận động Aung San cũng được sử dụng để tổ chức các trận đấu.

## Giải đấu
- Tất cả các thời gian là giờ chuẩn Myanmar (MST) - UTC+6:30.

### Vòng bảng

#### Bảng A
| Đội tuyển   | St | T | H | B | BT | BB | HS  | Đ  |
| ----------- | -- | - | - | - | -- | -- | --- | -- |
| Thái Lan    | 4  | 4 | 0 | 0 | 14 | 0  | +14 | 12 |
| Malaysia    | 4  | 2 | 1 | 1 | 12 | 1  | +11 | 7  |
| Campuchia   | 4  | 1 | 2 | 1 | 6  | 9  | −3  | 5  |
| Singapore   | 4  | 0 | 2 | 2 | 2  | 11 | −9  | 2  |
| Philippines | 4  | 0 | 1 | 3 | 4  | 17 | −13 | 1  |

| Philippines | 1 – 1    | Singapore   |
| ----------- | -------- | ----------- |
| Liay 38'    | Chi tiết | Stephen 84' |

| Campuchia | 0 – 0    | Malaysia |
| --------- | -------- | -------- |
|           | Chi tiết |          |

| Malaysia | 0 – 1    | Thái Lan   |
| -------- | -------- | ---------- |
|          | Chi tiết | Pakorn 37' |

| Campuchia                                          | 5 – 3    | Philippines            |
| -------------------------------------------------- | -------- | ---------------------- |
| Rathas 44', 56', 75' · Mony Udom 45' · Samouen 52' | Chi tiết | Arboleda 63', 89', 90' |

| Thái Lan                                                                    | 5 – 0    | Campuchia |
| --------------------------------------------------------------------------- | -------- | --------- |
| Jaturong 3' · Itthipol 39' · Narubadin 48' · Nitipong 84' · Chalongchai 90' | Chi tiết |           |

| Singapore | 0 – 6    | Malaysia                                                  |
| --------- | -------- | --------------------------------------------------------- |
|           | Chi tiết | Ishak 9' · Akram 21', 36' · Ridzuan 47' · Bahari 89', 90' |

| Campuchia     | 1 – 1    | Singapore     |
| ------------- | -------- | ------------- |
| Mony Udom 60' | Chi tiết | Nur Naiim 79' |

| Philippines | 0 – 5    | Thái Lan                                                          |
| ----------- | -------- | ----------------------------------------------------------------- |
|             | Chi tiết | Chalongchai 25', 44' · Jaturong 47' · Narubadin 79' · Adisorn 81' |

| Malaysia                                                                  | 6 – 0    | Philippines |
| ------------------------------------------------------------------------- | -------- | ----------- |
| Ishak 2', 8' · Bellezon 18' (l.n.) · Syafiq 38' · Ridzuan 51' · Akram 60' | Chi tiết |             |

| Singapore | 0 – 3    | Thái Lan                     |
| --------- | -------- | ---------------------------- |
|           | Chi tiết | Vittaya 19' · Athit 43', 64' |

#### Bảng B
| Đội tuyển | St | T | H | B | BT | BB | HS  | Đ  |
| --------- | -- | - | - | - | -- | -- | --- | -- |
| Việt Nam  | 4  | 3 | 1 | 0 | 18 | 2  | +16 | 10 |
| Myanmar   | 4  | 3 | 1 | 0 | 9  | 1  | +8  | 10 |
| Indonesia | 4  | 1 | 1 | 2 | 14 | 10 | +4  | 4  |
| Lào       | 4  | 1 | 1 | 2 | 10 | 8  | +2  | 4  |
| Brunei    | 4  | 0 | 0 | 4 | 0  | 30 | −30 | 0  |

| Lào                                         | 3 – 3    | Indonesia                      |
| ------------------------------------------- | -------- | ------------------------------ |
| Sengdao 28' · Xaisongkham 39' · Souliya 65' | Chi tiết | Syahru 15', 82' · Rahmat 90+4' |

| Brunei | 0 – 7    | Việt Nam                                                                                              |
| ------ | -------- | --- |
|        | Chi tiết | Nguyễn Thanh Hiển 15', 25', 71' · Nguyễn Xuân Nam 17', 23' · Phan Đình Thắng 71' · Nguyễn Tuân Vũ 83' |

| Việt Nam                 | 1 – 1    | Myanmar            |
| ------------------------ | -------- | ------------------ |
| Naing Ko Lin 45+' (l.n.) | Chi tiết | Yan Naing Htwe 88' |

| Brunei | 0 – 7    | Lào                                                                                    |
| ------ | -------- | -------------------------------------------------------------------------------------- |
|        | Chi tiết | Sitthideth 40' · Lembo 44', 45', 75' · Souliya 58' · Souksadakone 60' · Phouthasin 74' |

| Myanmar                                                                          | 6 – 0    | Brunei |
| -------------------------------------------------------------------------------- | -------- | ------ |
| Yan Naing Htwe 9', 35' · Soe Paing Thway 41' · Thiha Zaw 83', 87' · Ye Ko Ko 90' | Chi tiết |        |

| Indonesia | 1 – 6    | Việt Nam                                                                                                |
| --------- | -------- | --- |
| Zoel 13'  | Chi tiết | Nguyễn Thanh Hiển 3' · Nguyễn Xuân Nam 5' · Quế Ngọc Hải 36' · Hồ Sỹ Sâm 47', 57' · Phan Đình Thắng 59' |

| Brunei | 0 – 10   | Indonesia                                                                              |
| ------ | -------- | -------------------------------------------------------------------------------------- |
|        | Chi tiết | Syahru 10' · Rahmat 27', 28', 57' · Zoel 29', 44', 54' · Rahmadana 36' · Dian 60', 73' |

| Lào | 0 – 1    | Myanmar       |
| --- | -------- | ------------- |
|     | Chi tiết | Thiha Zaw 24' |

| Việt Nam                                                                    | 4 – 0    | Lào |
| --------------------------------------------------------------------------- | -------- | --- |
| Quế Ngọc Hải 34' (ph.đ.) · Nguyễn Xuân Nam 39', 47' · Nguyễn Việt Phong 48' | Chi tiết |     |

| Indonesia | 0 – 1    | Myanmar            |
| --------- | -------- | ------------------ |
|           | Chi tiết | Yan Naing Htwe 87' |

### Vòng đấu loại trực tiếp
|  | Bán kết    | Bán kết  |               |       | Chung kết | Chung kết |
|  |            |          |               |       |           |           |
|  | 19 tháng 9 |          |               |       |           |           |
|  |            |          |               |       |           |           |
|  | Thái Lan   | 2        |               |       |           |           |
|  | Thái Lan   | 2        | 21 tháng 9    |       |           |           |
|  | Myanmar    | 1        |               |       |           |           |
|  | Myanmar    | 1        | Thái Lan      | 1 (5) |           |           |
|  | 19 tháng 9 |          | Thái Lan      | 1 (5) |           |           |
|  |            | Việt Nam | 1 (4)         |       |           |           |
|  | Việt Nam   | Việt Nam | 1 (4)         | 2     |           |           |
|  | Việt Nam   |          |               | 2     |           |           |
|  | Malaysia   | 1        |               |       |           |           |
|  | Malaysia   | 1        | Tranh hạng ba |       |           |           |
|  |            |          |               |       |           |           |
|  | 21 tháng 9 |          |               |       |           |           |
|  |            |          |               |       |           |           |
|  | Myanmar    | 0 (2)    |               |       |           |           |
|  | Myanmar    | 0 (2)    |               |       |           |           |
|  | Malaysia   | 0 (4)    |               |       |           |           |

#### Bán kết
| Thái Lan                           | 2 – 1    | Myanmar             |
| ---------------------------------- | -------- | ------------------- |
| Puangchan 10' · Pakorn 74' (ph.đ.) | Chi tiết | Zayar Phyo Kyaw 16' |

| Việt Nam                 | 2 – 1    | Malaysia  |
| ------------------------ | -------- | --------- |
| Nguyễn Xuân Nam 34', 79' | Chi tiết | Areff 41' |

#### Tranh hạng ba
| Myanmar                  | 0 – 0 (s.h.p.) | Malaysia                        |
| ------------------------ | -------------- | ------------------------------- |
|                          | Chi tiết       |                                 |
| Loạt sút luân lưu        |                |                                 |
| Naing Lin Oo · Thiha Zaw | 2 – 4          | Shahrul · Akhri · Areff · Akram |

#### Chung kết
| Thái Lan          | 1 – 1 (s.h.p.) | Việt Nam            |
| ----------------- | -------------- | ------------------- |
| Athit 35' (ph.đ.) | Chi tiết       | Nguyễn Xuân Nam 36' |
| Loạt sút luân lưu |                |                     |
|                   | 5 – 4          |                     |

## Vô địch
| Giải vô địch bóng đá U-19 Đông Nam Á 2011 |
| ----------------------------------------- |
| · Thái Lan · Lần thứ hai                  |

## Cầu thủ ghi bàn
8 bàn
- Nguyễn Xuân Nam

4 bàn
| - Rahmat Saputro - Zoel Fhadli | - Yan Naing Htwe - Nguyễn Thanh Hiển |  |

3 bàn
| - Phanny Rathas - Syahru Ramadhan - Lembo Saysana | - Thiha Zaw - Fitch Arboleda - Muhammad Akmal Ishak | - Muhammad Akram Mahinan - Athit Wisetsilp - Chalongchai Pothong |

2 bàn
| - Prak Mony Udom - Dian Ardiansyah - Souliya Syphasay - Muhammad Akhir Bahari | - Mohamad Ridzuan Abdunloh Pula - Jaturong Pimkoon - Narubadin Weerawatnodom - Pakorn Prempak | - Hồ Sỹ Sâm - Quế Ngọc Hải - Phan Đình Thắng |

1 bàn
| - Rous Samouen - Rahmadana - Phouthasin Luang Amath - Sengdao Inthilath - Sitthideth Khanthavong - Souksadakone Liepvisay - Xaisongkham Champathong - Mohamad Syafiq | - Nur Areff Kamaruddin - Soe Paing Thway - Zayar Phyo Kyaw - Ye Ko Ko - Leo Liay - Muhammad Nur Naiim Ishak - Shannon Stephen - Adisorn Promrak | - Itthipol Yodprom - Nitipong Selanon - Thitipan Puangchan - Vittaya Niamhom - Đỗ Hùng Dũng - Nguyễn Tuân Vũ - Nguyễn Việt Phong |

Phản lưới nhà
- Naing Ko Lin (gặp Việt Nam)
- Joseph Bellezon (gặp Malaysia)